# Нальгиев, Руслан Муратович
Русла́н Мура́тович Нальги́ев (род. 1980) — капитан милиции МВД России, Герой Российской Федерации (2012).

## Биография
Руслан Нальгиев родился 4 мая 1980 года в городе Орджоникидзе Северо-Осетинской АССР. В дальнейшем его семья проживала в селе Чермен Пригородного района. Учился в школе № 1 села Чермен до осетино-ингушского конфликта 1992 года. Из-за этой войны семья Нальгиевых временно покинула родное село, и Руслан окончил школу в селе Экажево Ингушетии. Впоследствии окончил Ставропольскую высшую школу милиции.
В звании капитана милиции МВД России Руслан Нальгиев проходил службу в Ингушетии в должности старшего оперуполномоченного по противодействию экстремизму в молодёжной среде и экстремистским организациям.

## Подвиг
22 июня 2004 года Руслан Нальгиев принял активное участие в отражении вооружённого нападения боевиков на районный отдел внутренних дел в Назрани.
17 августа 2009 года боевики совершили новое нападение на РОВД. Утром, когда не менее 50 сотрудников милиции, заступавших на дежурство, получали задачи на день и проходили на плацу инструктаж, ворота отдела неожиданно протаранила «Газель», гружёная примерно 200 кг взрывчатки в тротиловом эквиваленте. За рулём автомобиля находился террорист-смертник. Руслан Нальгиев бросился наперерез и на ходу открыл огонь по автомобилю. Во время этой перестрелки его сослуживцы смогли рассредоточиться, укрыться или занять более выгодные позиции. После того как пули, выпущенные Нальгиевым, пробили двигатель микроавтобуса, тот остановился, и сразу же произошёл мощный взрыв. В результате взрыва РОВД и соседнее жилое здание были разрушены, 24 человека погибли, около 250 человек, в том числе 9 детей, были ранены.
Капитан Нальгиев находился всего лишь в 5 метрах от взорвавшегося автомобиля, из-за чего получил тяжёлые ранения и потерял ногу. После этого он был вынужден расстаться со службой. Рискуя своей жизнью и здоровьем, Руслан Нальгиев спас жизни 94 своих коллег.
Спустя почти три года, 14 июня 2012 года, Президент России В. В. Путин подписал Указ № 861, которым «за мужество и героизм, проявленные при исполнении служебного долга в условиях, сопряжённых с риском для жизни», Нальгиеву Руслану Муратовичу присвоено звание Героя Российской Федерации.
В настоящее время Р. М. Нальгиев проживает в селе Чермен Пригородного района Северной Осетии.